# Drachma
Drachma (řec. drachmé) byla:

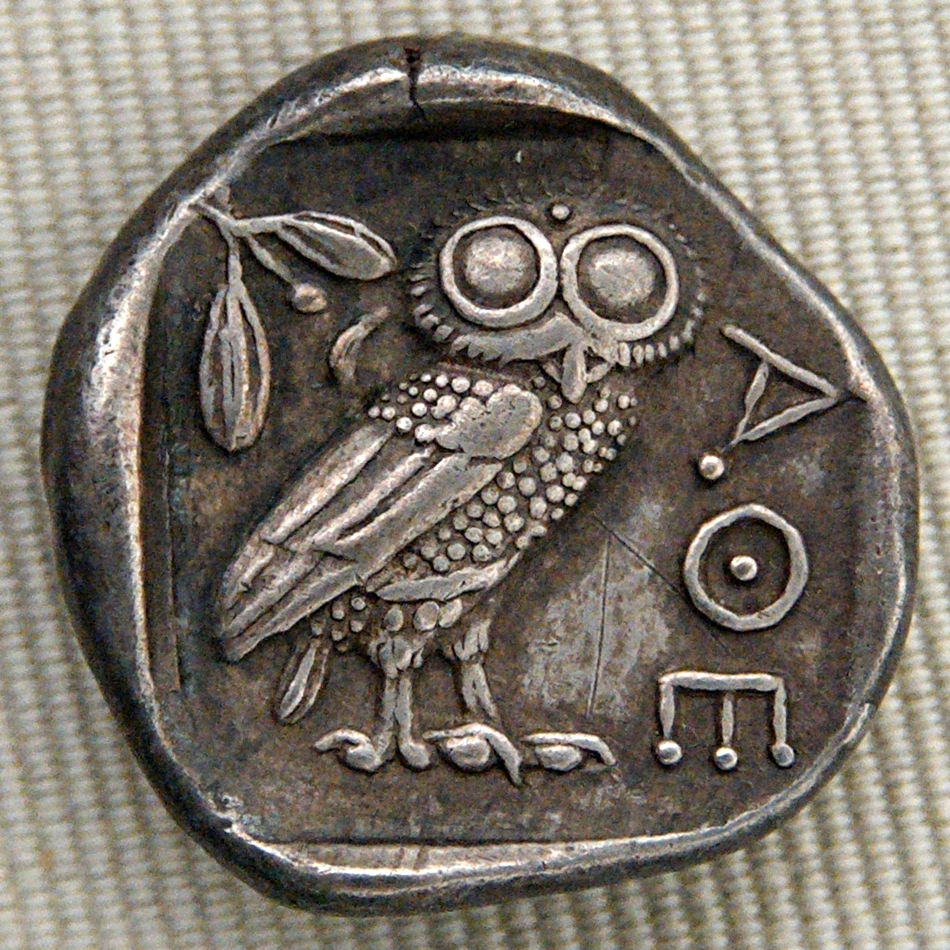
Athénská tetradrachma, rub
(Kolem 450 př. n. l.)

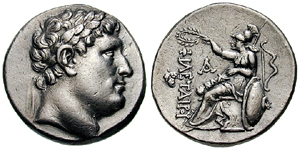
Tetradrachma krále Attala
(Pergamon, asi 230 př. n. l.)

1. měnová jednotka novověkého Řecka mezi lety 1832 a 2002; dělila se na 100 lept.
2. ve starověkém Řecku základní stříbrná mince o váze kolem 3–4 g.

## Novověká drachma
Drachma byla v Řecku zavedena roku 1832 a platila až do roku 1944; dělila se na 100 lept (jedn. číslo lepton tj. „tenký“). V důsledku německé okupace ji postihla astronomická inflace, takže roku 1944 existovaly bankovky o hodnotě 1014 drachem. Po osvobození se tyto drachmy vyměňovaly v poměru 1:50 miliard, nicméně roku 1954 už byla inflace opět tak vysoká, že se zavedly nové drachmy v poměru 1:1000. Od roku 2000 nahrazuje drachmu euro, které je v Řecku od roku 2002 i v oběhu.

## Starověká drachma

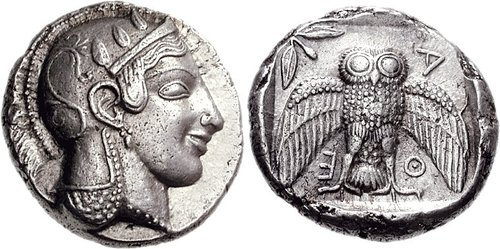
Athénská dekadrachma (43 g stříbra; 465 př. n. l.)

Řecké slovo drachmé znamená hrst a drachma původně, od konce 2. tisíciletí př. n. l. znamenala šest obolů, ve tvaru kovových tyček či roubíků. V klasické době Athén se drachma dělila na šest obolů a razily se i mince o dvojnásobné (didrachma), čtyřnásobné (tetradrachma) a desetinásobné (dekadrachma) váze i hodnotě. V klasické době Athén byla tetradrachma patrně nejběžnější mincí v celé řecké oblasti. Měla na líci hlavu bohyně Athény a na rubu její symbol – sovu – a obvykle zkrácený nápis ΑΘΕ, tj. athénaión, patřící Athéňanům. V běžné řeči se jim říkalo glaukai (sovy) a odtud se odvozuje okřídlené rčení „nosit sovy do Athén“, kde jich je dost a dost.
Určit hodnotu drachmy v současných měnách téměř není možné, protože poměry cen se podstatně změnily. Pro orientaci lze však počítat, že drachma byla v klasických Athénách denní až dvoudenní mzda kvalifikovaného řemeslníka a že se z ní slušně uživila i jeho rodina. Občan, jehož majetek nedosahoval 300 drachem, mohl požádat obec o výpomoc. Naopak občan s majetkem větším než 20 tisíc drachem (3–4 talenty) patřil mezi bohaté a očekávalo se od něho, že se ujme nějakých veřejných výdajů čili liturgií. Cena otroka se pohybovala mezi 150 až 250 drachmami.
Od názvu drachma se odvozuje arménský dram, marocký a arabský dirham, imperiální jednotka hmotnosti dram (drachm = 1,772 g) a další jednotky.

## Mincovní soustava v klasických Athénách
- 1 talent = 60 min
- 1 mina= 100 statérů
- 1 statér = 2 drachmy
- 1 drachma = 6 obolů
- 1 obolos = 8 chalkoi